# Asking Alexandria (álbum)
Asking Alexandria es el quinto álbum de estudio de la banda inglesa de metal Asking Alexandria. Fue lanzado el 15 de diciembre de 2017, siendo su primer álbum desde el regreso del vocalista Danny Worsnop, y el cuarto con él en las vocales. Además de ser el primer álbum trabajando con el productor Matt Good. El álbum es quizás el más "variado" de la banda explorando múltiples géneros a lo largo de su lista de canciones, que varían desde el Metal hasta el Pop y el Rap.
El álbum fue premiado a mejor álbum de Rock del 2018 por la social-tread, compitiendo con Fire Power por el puesto.

## Lanzamiento y promoción
El 21 de septiembre de 2017, la banda lanzó el sencillo principal del álbum, "Into the Fire". La banda lanzó un segundo sencillo del álbum, titulado "Where Did It Go?", El 25 de octubre de 2017. El 25 de mayo de 2018, la banda lanzó el tercer sencillo, "Alone in a Room", junto con su respectivo vídeo musical. El 15 de diciembre, la banda lanzó su cuarto sencillo "Vultures" y su correspondiente video musical animado.

## Lista de canciones
| N.º | Título                     | Duración |  |
| 1.  | «Alone In a Room»          | 4:07     |  |
| 2.  | «Into the Fire»            | 3:58     |  |
| 3.  | «Hopelessly Hopeful»       | 3:13     |  |
| 4.  | «Where Did It Go?»         | 3:15     |  |
| 5.  | «Rise Up!»                 | 4:30     |  |
| 6.  | «When the Lights Come On»  | 3:23     |  |
| 7.  | «Under Denver»             | 4:10     |  |
| 8.  | «Vultures»                 | 3:28     |  |
| 9.  | «Eve»                      | 4:00     |  |
| 10. | «I Am One»                 | 4:02     |  |
| 11. | «Empire» (featuring Bingx) | 4:27     |  |
| 12. | «Room 138»                 | 4:44     |  |

## Lista de la Edición Especial
| N.º | Título                             | Duración |  |
| 13. | «Into the Fire (Radio Edit)»       | 3:03     |  |
| 14. | «Into the Fire (Acoustic)»         | 3:26     |  |
| 15. | «Ben's Solo»                       | 2:23     |  |
| 16. | «Six Feet Underground»             | 4:07     |  |
| 17. | «Xplicit»                          | 2:10     |  |
| 18. | «Alone In A Room (Acoustic)»       | 4:40     |  |
| 19. | «Where Did It Go? (Bingx Versión)» | 3:21     |  |
| 20. | «Rise Up! (Demo)»                  | 3:20     |  |
| 21. | «Vultures (Rock Versión)»          | 3:32     |  |
| 22. | «Alone In a Room (Remix versión)»  | 3:00     |  |

## Personal

### Asking Alexandria
- Danny Worsnop: voz principal.
- Ben Bruce: guitarra líder, segunda voz, coros, teclados, voz principal (track 11).
- Cameron Liddell: guitarra rítmica.
- Sam Bettley: bajo .
- James Cassells: batería.

### Producción
- Matt Good: productor, mastering, mixing, ingeniero